# Carnaval de Quebec

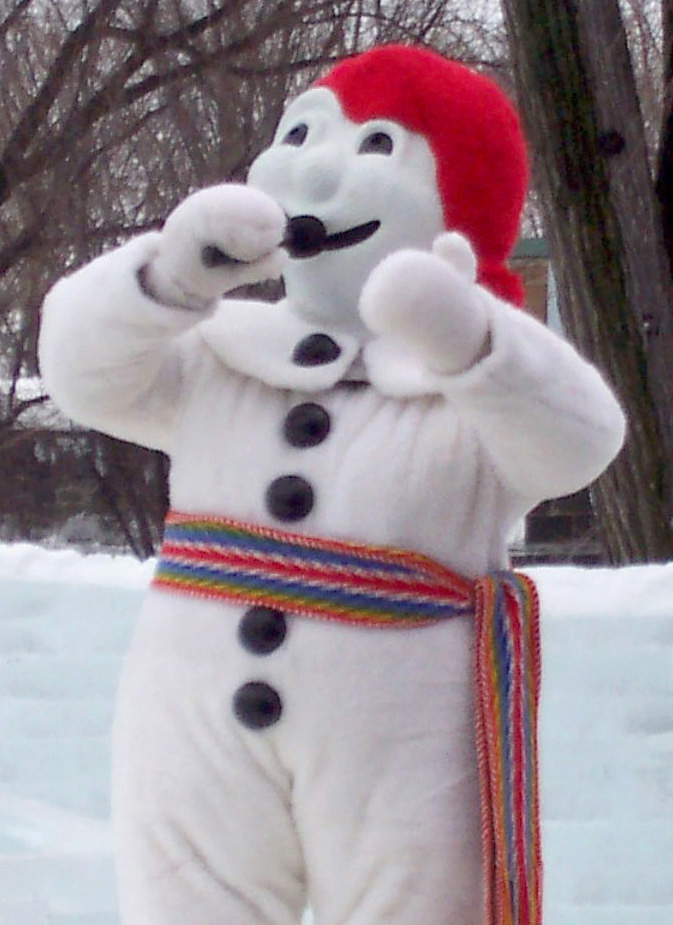
Carnaval no Palácio de Bonhomme

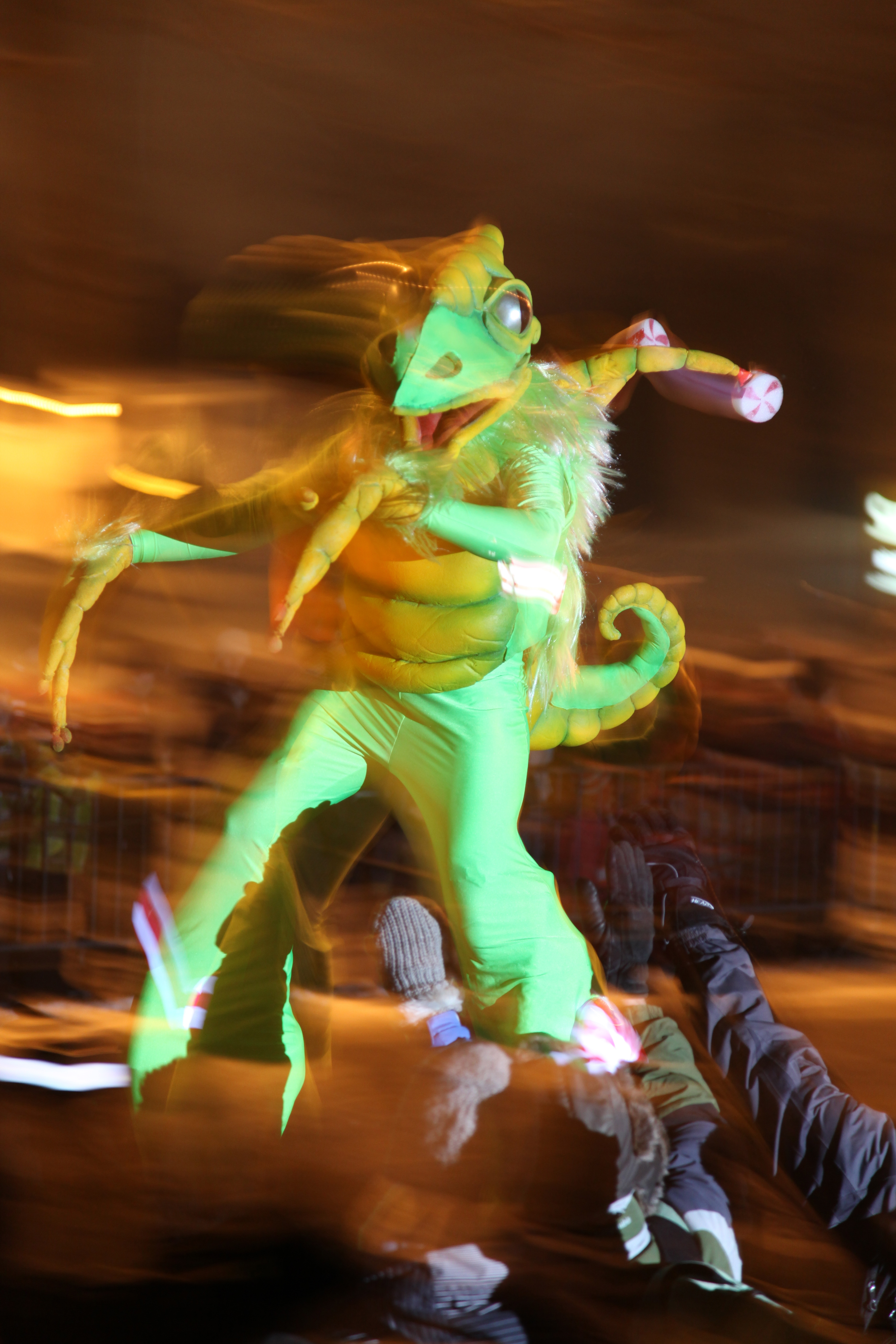

Carnaval de Quebec ou Carnaval de inverno de Quebec é uma festa carnavalesca que ocorre todo o ano na cidade de Quebec, no Canadá. 
O festival que é realizado no inverno, começa no dia 29 de janeiro e continua por 17 dias, coincidindo com o Mardi Gras. Com mais de um milhão de frequentadores visitando, a festa cresceu e se tornou o terceiro festival de inverno do mundo, atrás apenas do Festival Internacional de Esculturas de Gelo e Neve de Harbin, na China, e do Festival de Neve de Sapporo, que é realizado no Japão.
Um palácio de gelo mágico foi construído, o Bonhomme, convidado de honra do Carnaval, em 1955. A construção do gelo impressiona pelo calabouço, esse palácio é localizado em frente Carnaval de Inverno de Quebec em Place d'Youville. Uma multidão se reuniu para dançar e comemorar no site que tinha iluminação especial e entretenimento para a ocasião. Em 1973, o palácio de gelo Bonhomme foi movida em frente ao Parlamento de Quebec